# Rosendo Tello
Rosendo Tello Aína (Letux, Zaragoza, 19 de enero de 1931-Zaragoza, 8 de junio de 2024) fue un doctor en Filología Hispánica, crítico literario y poeta español, galardonado en 2005 con el Premio de las Letras Aragonesas por toda su trayectoria lírica.

## Biografía
Cursó estudios de Filología Hispánica, doctorándose con una tesis sobre la poesía de Juan Gil Albert. Fue toda su vida, hasta obtener la jubilación, catedrático de Instituto de Enseñanza Secundaria. En su juventud formó parte del grupo poético de la Tertulia del Niké, al que pertenecía Miguel Labordeta. 

## Obra poética
En su obra poética se pueden distinguir tres periodos: 
- El inicial, de 1959 a 1969, abarca sus tres primeros poemarios: Ese muro secreto, ese silencio (1959), Elegía de la piedra (1968) y Fábula del tiempo (1969). En esta época se aúna una percepción barroca o surrealista a una voluntad de ordenación y armonía en el mundo, que hunde sus raíces en un carácter clasicista y otra querencia de trascendencia metafísica que se concentra en la tierra.

- Al periodo de madurez (1970-1990) corresponden los libros de poesía recogidos en Del vigilante y su fábula y su estructura remite a los estadios de Kierkegaard: estético, ético y religioso. En este libro colectáneo se publicaron sus poemarios Paréntesis de la llama (1975), Libro de las fundaciones (1973), Baladas a dos cuerdas (1979), Meditaciones de medianoche (1982) y Las estancias del Sol (1990). Su época inicial individualista y trascendente se transforma ahora en una voz épica y colectiva que aspira a la comunicación y comprensión del mundo. Aparece también la reflexión metapoética y metalingüística. Sus constantes de tierra, mujer y poesía tienden en este periodo a fundirse.
Si hay un rasgo identificador de toda esta poesía ese sería el de la tierra, concebida simbólicamente como centro ideal donde se fusiona todo el cosmos, reuniéndose historia, tiempo, individuos y humanidad, sobre un paisaje de raíz geológica, pero dinámico en su historia y arte. Finalmente, todo ese mensaje se proyecta en la comunicación con la sociedad, como crítica y aun a veces como sátira. Todo ello conforma la fábula de ese ser humano (el vigilante) que, sin embargo, nunca contemplará la tierra ideal buscada.

- Con Más allá de la fábula (1998) Rosendo Tello comienza un tercer periodo más universal si cabe, y extenso en espacio y tiempo, que continúa en Augurios y leyendas de un tiempo que se va (2000) y títulos posteriores.

En 2008 publicó su primer tomo de memorias, Naturaleza y poesía (1931-1959) y siguió después con nuevos libros como Regreso a la fuente (2011), Magia en la montaña (2013) y Revelaciones del silencio (2015).
En 2023 se publicó una antología de su obra, desde 1959 hasta 2023, bajo el título Compás y tierra.
Participó en la creación de la letra del Himno de Aragón junto a los también poetas aragoneses Ildefonso Manuel Gil, Ángel Guinda y Manuel Vilas.

## Reconocimientos
- 1969, Premio San Jorge de Poesía por Fábula del tiempo.
- 2005, Premio de las Letras Aragonesas.
- 2021, Homenaje en el Museo Pablo Serrano de Zaragoza.[6]
- 2023, Homenaje en la Glorieta de Ángel Guinda, Zaragoza.[7]
- 2023, Monolito en el Paseo de las letras aragonesas en Monzón (Huesca).[8][9]